# Фрадков, Ефим Борисович
Ефи́м Бори́сович Фрадко́в (4 ноября 1921, Демидов, Демидовский уезд, Смоленская губерния, РСФСР — 3 ноября 1990) — Герой Советского Союза (Указ Президиума Верховного Совета СССР от 29 июня 1945 года).

## Биография
Родился в городе Демидове Смоленской губернии в семье Бера Симоновича Фрадкова (1890—1928) и Рейзы-Ривы Шмерковны Фрадковой (?—1941), переехавших в Демидов из Велижа. Был вторым из пятерых детей. После смерти отца жил у тёти в Крыму, в 1937 году вернулся в Демидов.
Учился в Московском технологическом институте пищевой промышленности. На службе в Красной Армии с 1939 года. Член ВКП(б)/КПСС с 1943 года. Мать погибла во время немецкой оккупации города.
После войны продолжил службу в Вооружённых Силах. В 1951 году окончил Юридическую академию и работал в органах юстиции.
Председательствовал на послевоенных процессах над немецкими военными приступниками и их пособниками. Например, в 1974 году, в Симферополе к ответственности привлекли троих пособников: Шихая Асанова, Нарсулу Мензатов, и Энвера Менаметова. Все они были преданы суду за измену Родине, за проведение активной карательной деятельности в период временной оккупации Крыма. Уголовное дело рассматривалось Военным трибуналом Краснознаменного Одесского военного округа под председательством полковника юстиции, Героя Советского Союза Е. Б. Фрадкова.
Ушёл в отставку в 1982 году в звании полковник юстиции. Жил в городе-герое Одесса. Умер 3 ноября 1990 года. Похоронен в Одессе.

## Подвиг
Во время Великой Отечественной войны старший сержант Фрадков отличился в боях 4 — 28 февраля 1945 года в районе деревень Гландау и Айхольц (Восточная Пруссия, ныне Glądy в гмине Гурово-Илавецке Бартошицкого повята и Dębowiec в гмине Лельково Браневского повята, Варминьско-Мазурское воеводство, Польша). Во время многочисленных контратак противника, вместе с орудийным расчётом уничтожил штурмовое орудие, подавил огонь двух орудий, 15 пулемётных точек и уничтожил десятки солдат противника.
Указом Президиума Верховного Совета СССР от 29 июня 1945 года за мужество и героизм, проявленные в боях с немецко-фашистскими захватчиками, старшему сержанту Фрадкову Ефиму Борисовичу присвоено звание Героя Советского Союза с вручением ордена Ленина и медали «Золотая Звезда» (№ 6199).

## Семья
- Брат — Абрам Борисович Фрадков (1917—2012), советский учёный в области физики низких температур и криогеники, доктор технических наук, лауреат Сталинской премии.
- Жена — Фрадкова Валентина Владимировна (1929—1986)
  - Дочь — Фрадкова Наталья Е. (1959) проживает в Одессе.

## Награды
- Герой Советского Союза;
- орден Ленина;
- орден Красного Знамени;
- два ордена Отечественной войны I-й степени;
- два ордена Красной Звезды;
- орден «За службу Родине в Вооружённых Силах СССР» III-й степени;
- медали.

## Память
- Именем Ефима Борисовича Фрадкова названа одна из улиц города Демидов.

## Интересные факты[5]
Делались предположения о том, что его сыном является премьер-министр России Михаил Фрадков, однако последний опроверг эту версию.